# Lithi carbonat
Lithi cacbonat là hợp chất vô cơ, muối lithi của cacbonat với công thức hóa học Li2CO3. Nó là một muối có màu trắng được sử dụng rộng rãi trong quá trình xử lý oxit kim loại.
Để điều trị rối loạn lưỡng cực, lithi cacbonat được liệt kê vào danh sách các loại thuốc cần thiết của Tổ chức Y tế Thế giới (WHO), là loại thuốc quan trọng nhất cần trong hệ thống y tế cơ bản.

## Tính chất
Không giống natri cacbonat hình thành tối thiểu 3 tinh thể hydrat, lithi cacbont chỉ xuất hiện dưới dạng khan. Mức độ hòa tan trong nước thấp tương đối so với các muối lithi khác.
Lithi cacbonat cũng có thể được tinh chế bằng cách tận dụng độ tan yếu của nó trong nước nóng. Do đó, nung nóng một dung dịch bão hòa có thể tạo nên sự kết tinh thể của lithi cacbonat (Li2CO3).
Lithi cacbonat, và cacbonat của các kim loại nhóm 1, đều không tách thể "decarboxylate" (tách carboxyl ra khỏi hợp chất) một cách dễ dàng. Li2CO3 nhiêt phân ở nhiệt độ khoảng 1300 ℃.

## Điều chế
Lithi được phân chiết ra từ hai nguồn chính: tinh thể pecmatit và muối lithi từ hồ nước muối. Khoảng 30,000 tấn được sản xuất năm 1989. Lithi cacbonat được tạo ra bằng cách hóa hợp lithi peroxide với carbon dioxide:
2Li2O2 + 2CO2 → 2Li2CO3 + O2↑